# Monestir de Tövkhön
El Monestir de Tövkhön (mongol: Төвхөн хийд), un dels monestirs budistes més antics de Mongòlia, es troba a la província d'Övörkhangai, Mongòlia, uns 47 km al sud-oest de Kharkhorin.
El monestir es va establir per primera vegada l'any 1648, pel llavors Zanabazar, de 14 anys, el primer Jebtsundamba Khutuktu i cap espiritual del budisme tibetà per als Khalkha a Mongòlia Exterior. Va determinar que la ubicació a la muntanya Shireet Ulaan Uul, amb vistes a un turó a 2.600 metres sobre el nivell del mar, era un lloc propici. Les primeres estructures físiques es van construir quan va tornar d'estudiar al Tibet el 1653. Zanabazar, que era un talentós escultor, pintor i músic, va utilitzar el monestir, originalment anomenat Bayasgalant Aglag Oron (Feliç Lloc Aïllat), com a refugi personal al llarg de 30 anys. Mentre va ser allà va crear moltes de les seves obres més famoses. També va ser on va desenvolupar l'escriptura soiombo.

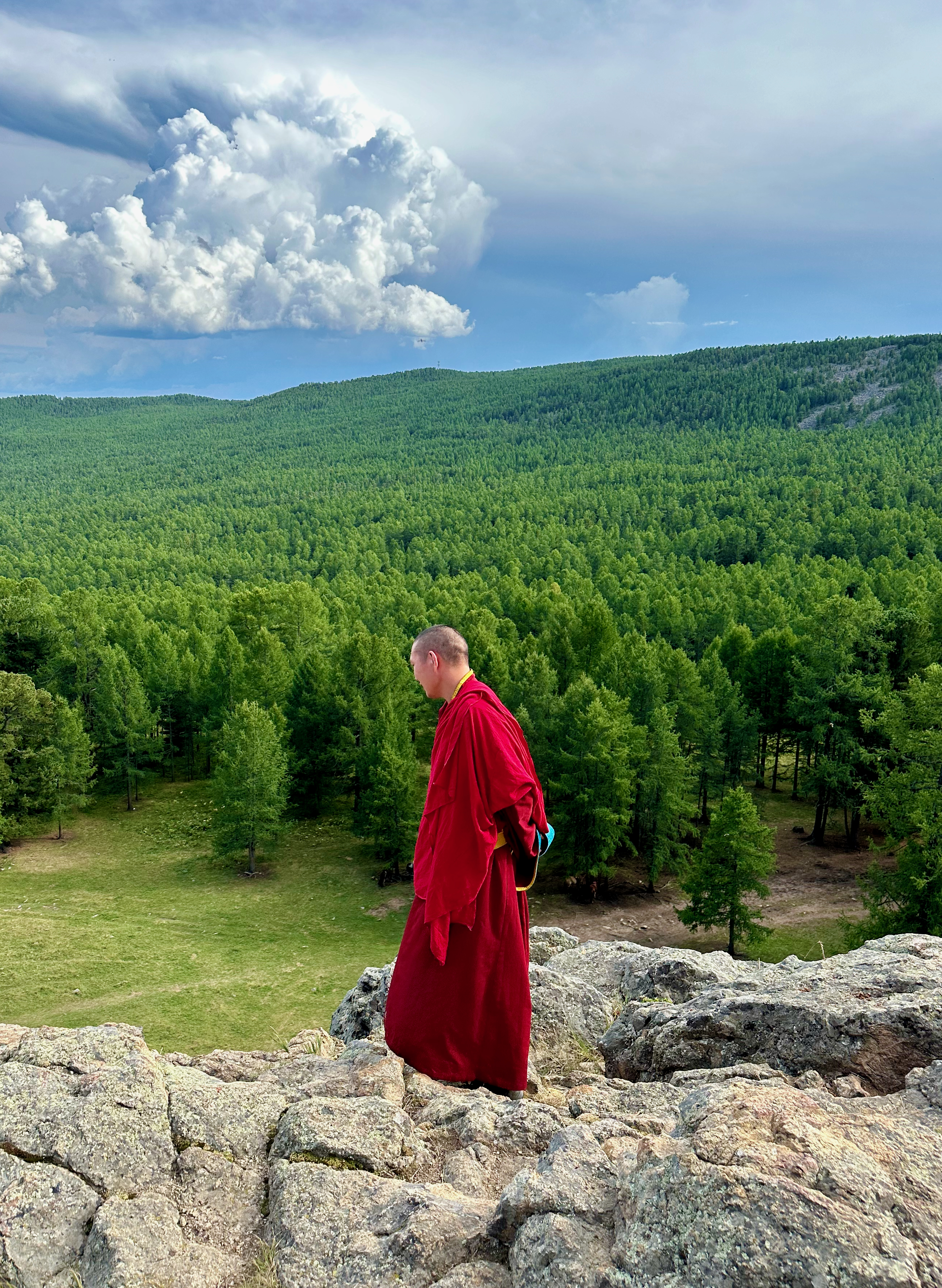
Monjo al Monestir de Tövkhön

El monestir va ser destruït l'any 1688 pels mongols d'Oirat, durant la seva campanya militar contra els mongols Khalkha orientals. Restaurat el 1773, el monestir va patir greus danys durant les purgues estalinistes de finals dels anys trenta, ja que el règim comunista de Mongòlia va intentar destruir la religió budista del país.
Les activitats religioses al monestir es van reiniciar l'any 1992 i la restauració del recinte del monestir es va acabar el 1997. Encara es conserven dos temples originals i dues stupes del segle XVII, juntament amb altres temples construïts al segle XVIII. Es van organitzar cerimònies per tornar a consagrar el monestir i es va tallar i col·locar una nova estàtua de Gombo Makhagal (Mahakala). El monestir va ser inscrit com a Patrimoni Cultural de la Humanitat per la UNESCO l'any 1996. Actualment, diversos monjos resideixen i practiquen al monestir a temps complet.